# بونيرة قزمية
بونيرة قزمية (الاسم العلمي:Ponera pumila) هي نوع من حشرات تتبع جنس البونيرة من فصيلة النمليات.